# Верблюдовые
Верблю́довые (лат. Camelidae) — семейство парнокопытных млекопитающих, единственное современное семейство подотряда мозоленогих (Tylopoda). Объединяет два существующих в наше время рода: верблюдов (Camelus) и лам (Lama). Многие виды этого семейства уже вымерли вследствие климатических изменений, наступивших в недавние геологические эпохи.

## Описание

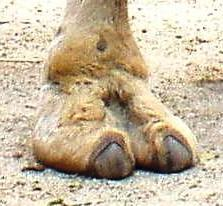
У верблюдовых отсутствует функциональное копыто

В отличие от большинства парнокопытных, у верблюдовых вместо классических копыт — двупалые конечности с тупыми искривлёнными когтями. Опираются верблюдовые не на концы пальцев, а на совокупность их фаланг. На нижней поверхности ступни располагается парная или непарная эластичная мозолистая подушка. По этим признакам их часто выделяют в самостоятельный отряд мозоленогих.
У верблюдовых эритроциты крови овальные, а не дисковидные, как у большинства млекопитающих. Желудок трёхкамерный, в то время как рубец и сычуг имеют особое строение и сильно отличаются от таковых у жвачных. Слепая кишка короткая. Плацента диффузная и более примитивная, чем у других семейств парнокопытных. Строение половых органов у верблюдовых также крайне своеобразное и имеет ряд особенностей, присущих только им.
В телосложении верблюдовых отличается не включённое в контуры туловища бедро и весьма длинная шея. У них нет рогов, количество зубов варьирует от 30 до 40.
Верблюдовые появились в эоцене в Северной Америке, откуда расселились в Азию, северную Африку и Европу, а также в Южную Америку.

## Эволюция
Современное распространение верблюдовых совсем не совпадает с местом их происхождения. Верблюдовые возникли около 45 миллионов лет назад (в среднем эоцене) в Северной Америке. Среди предков верблюдовых был Protylopus размером с кролика, который ещё имел четыре пальца на каждой ноге. К концу эоцена, около 35 миллионов лет назад, представители верблюдовых, ставшие размером с современную козу, такие как Poebrotherium, утратили боковые пальцы.
Разнообразные представители семейства процветали на Северо-Американском континенте, пока около 2 или 3 миллионов лет назад не произошёл великий межамериканский обмен в результате образования Панамского перешейка.
Верблюдовые Северной Америки исчезли в недавнем геологическом прошлом, вероятно, в результате изменений окружающей среды после последнего ледникового периода. В современном мире выжили одногорбые верблюды северной Африки и Юго-Западной Азии; двугорбые верблюды Центральной Азии, а также безгорбые верблюдовые из Южной Америки.

## Классификация
- Отряд Cetartiodactyla — Китопарнокопытные / Artiodactyla — Парнокопытные
  - Подотряд Tylopoda — Мозоленогие
    - Семейство Camelidae — Верблюдовые

### Современные представители
База данных Американского общества маммологов (ASM Mammal Diversity Database) признаёт 2 рода и 7 видов современных верблюдовых:
- Род Верблюды (Camelus) — обитают в Старом Свете.
  - Дикий верблюд, или хавтагай (Camelus ferus) — находится на грани исчезновения, обитает в нескольких небольших районах в Монголии и Китае.
  - Двугорбый верблюд, или бактриан (Camelus bactrianus) — одомашнен (предок неизвестен).
  - Одногорбый верблюд, или дромедар (дромадер), или арабиан (Camelus dromedarius) — одомашнен (предок неизвестен).
- Род Ламы (Lama) — обитают в Новом Свете.
  - Гуанако (Lama guanicoe)
  - Лама (Lama glama) — одомашненный потомок гуанако.
  - Викунья (Lama vicugna) [syn.  Vicugna vicugna]
  - Альпака (Lama pacos) [syn.  Vicugna pacos] — одомашненный потомок викуньи.

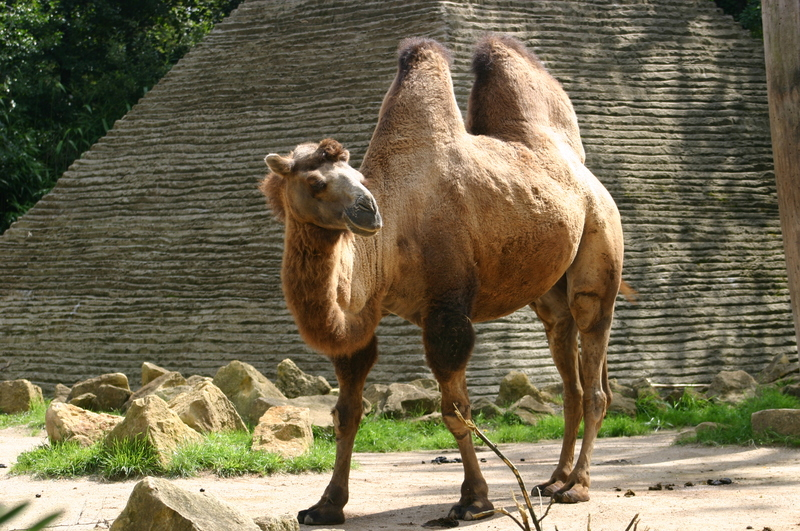
Бактриан
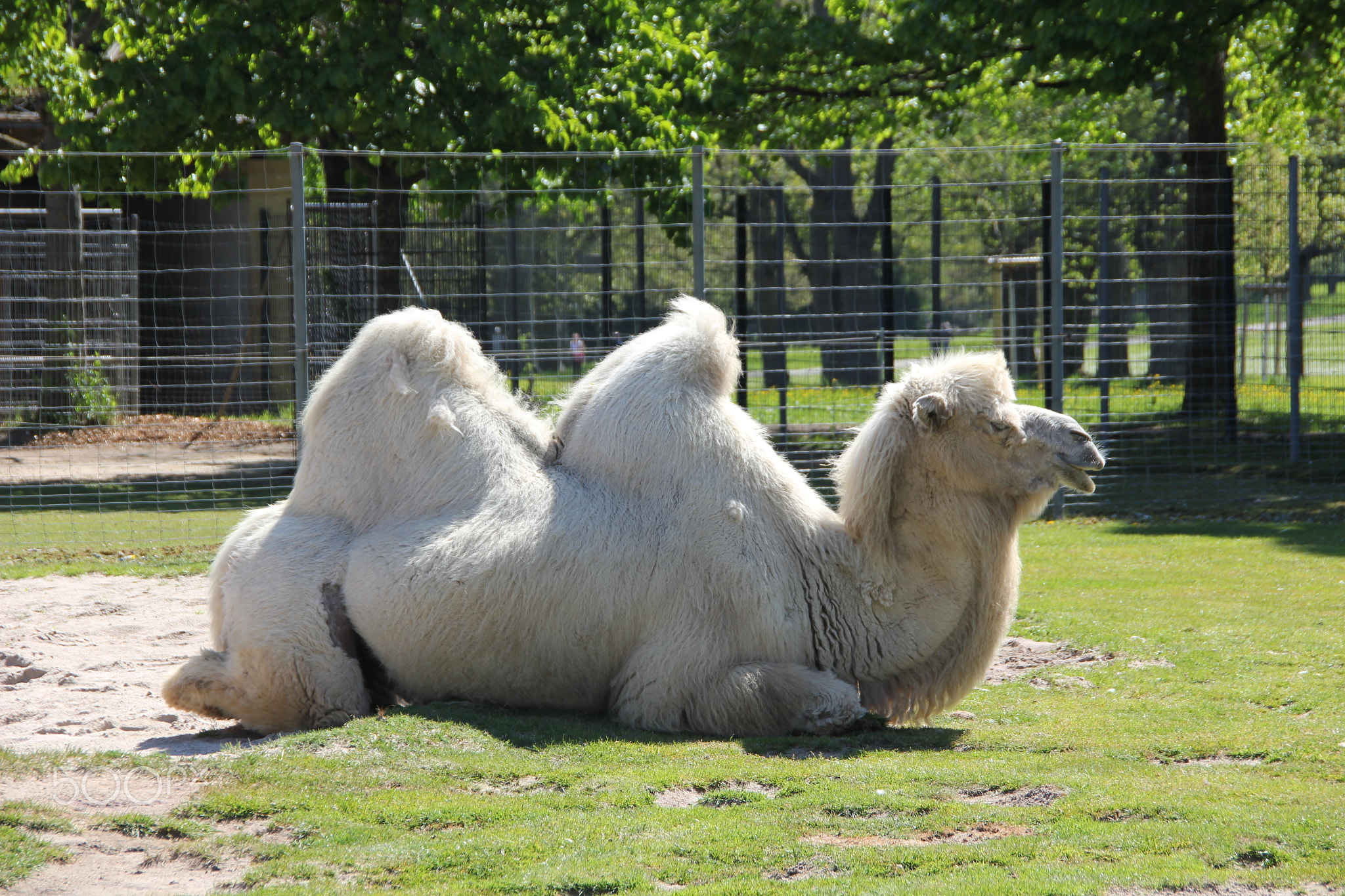
Хавтагай
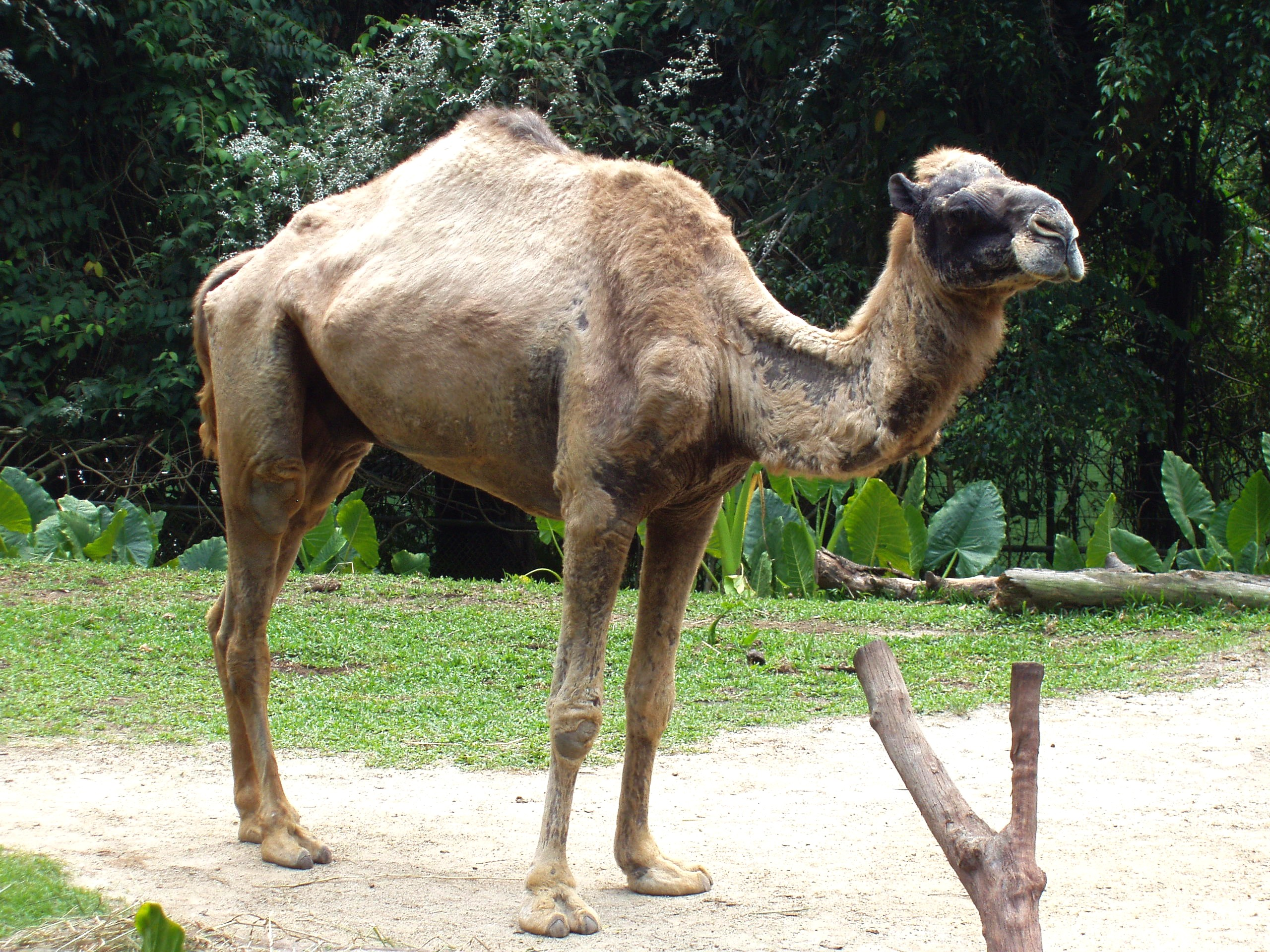
Дромадер
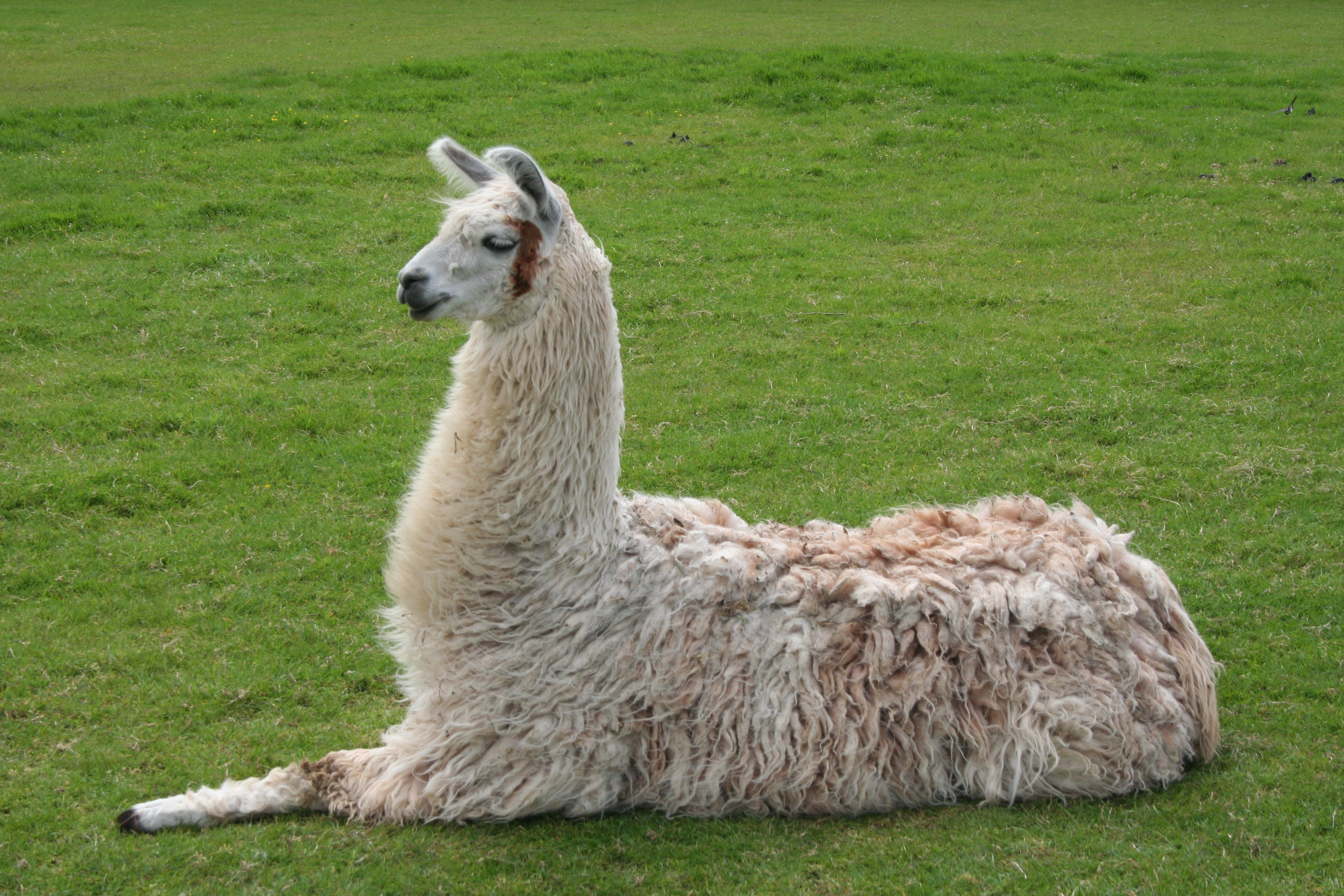
Лама
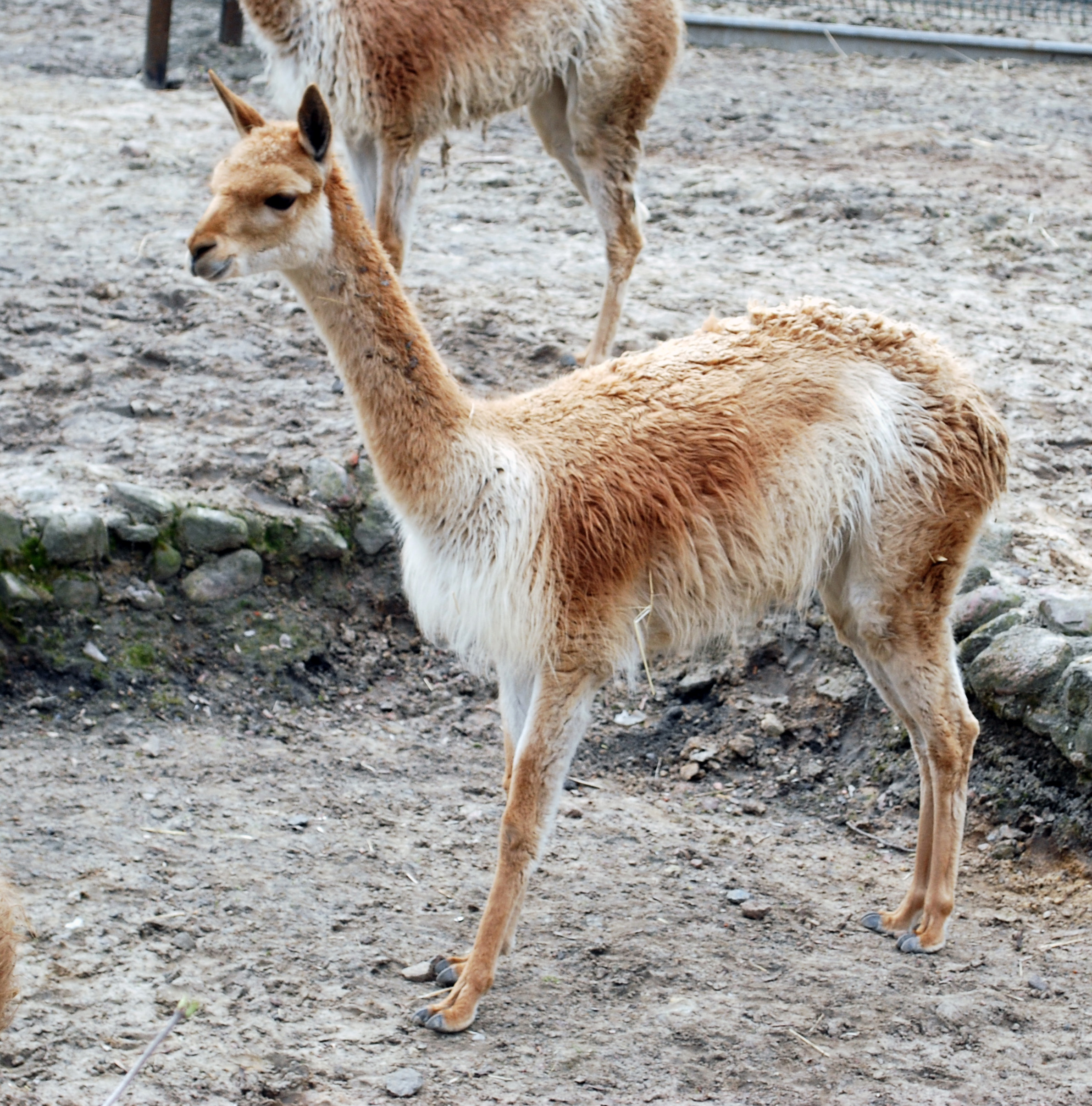
Викунья
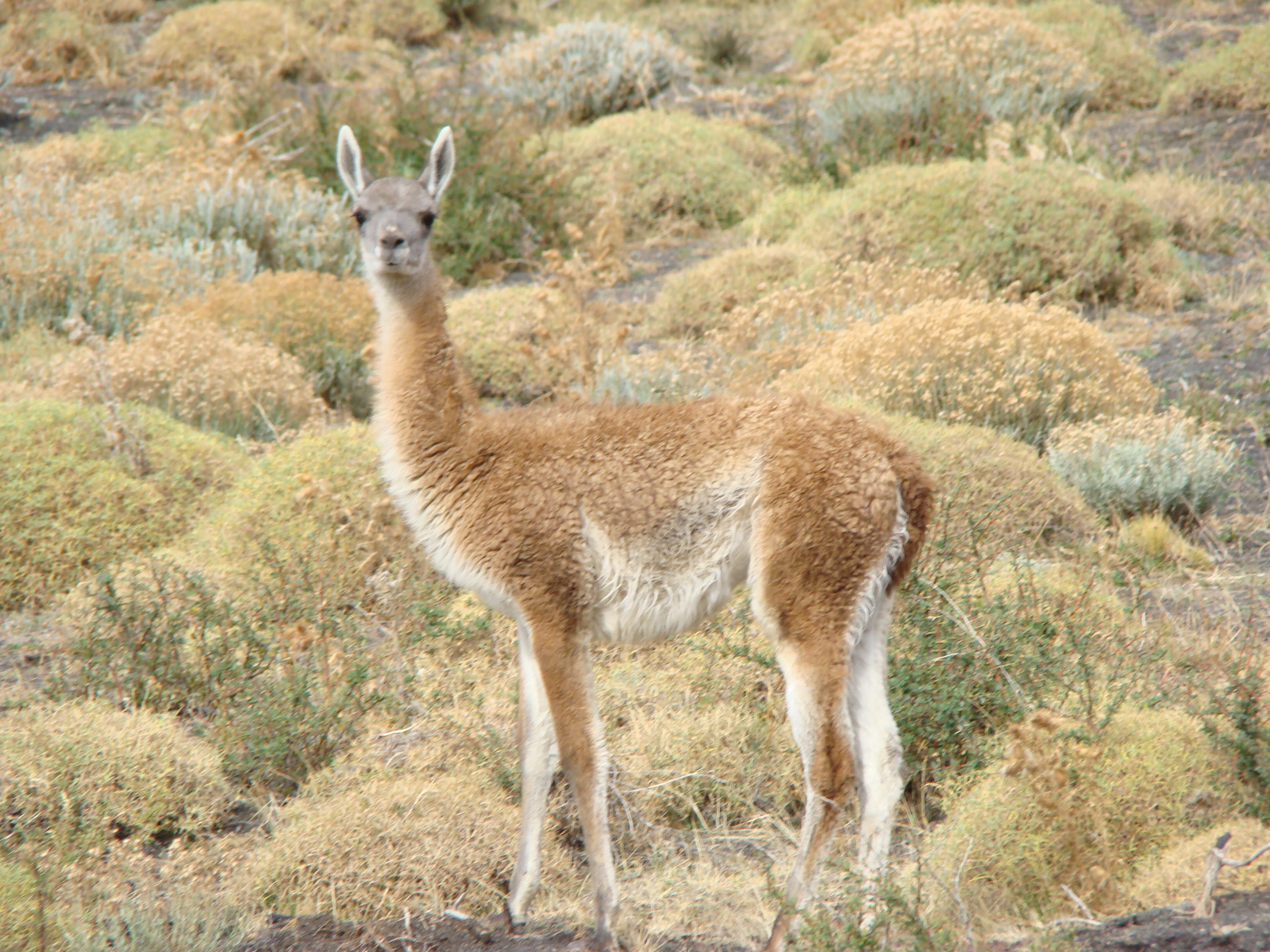
Гуанако
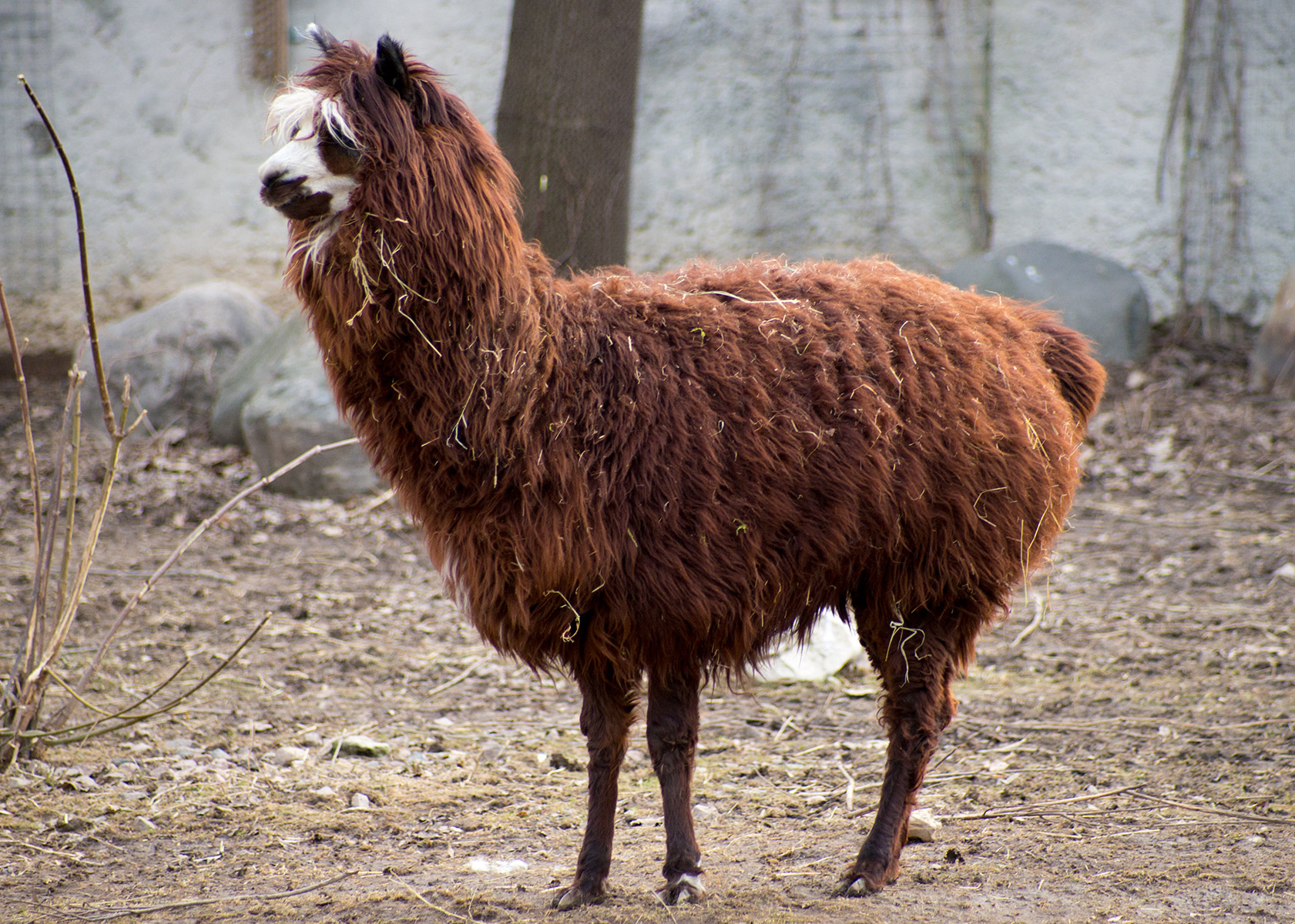
Альпака

Большая часть верблюдовых приручены человеком и играют традиционно важную хозяйственную роль в районах естественного обитания, в местах их исконного одомашнивания. Все виды семейства хорошо скрещиваются между собой, что позволяет получать плодовитое и жизнеспособное потомство.

### Вымершие роды
| - † Alforjas - † Blancocamelus - † Camelops Leidy, 1854 — Западные верблюды - † Hemiauchenia - † Megacamelus - † Oxydactylus - † Palaeolama - † Paracamelus Schlosser, 1903 — Паракамелюсы - † Pliauchenia - † Poebrotherium Leidy, 1847 - † Procamelus - † Stenomylus | \| \| \| \| \| Вымершие верблюдовые: 1. Camelops, 2. Oxydactylus, 3. Poebrotherium \| \| \| |  |
| |                                                                                             |  |
| Вымершие верблюдовые: 1. Camelops, 2. Oxydactylus, 3. Poebrotherium |                                                                                             |  |